# Rivière Jourdain
Pour les articles homonymes, voir Jourdain (homonymie).
La rivière Jourdain est un affluent de la rivière de l'Achigan. Son cours coule entièrement dans la municipalité de Sainte-Sophie, dans la municipalité régionale de comté (MRC) de Rivière-du-Nord, dans la région administrative des Laurentides, au Québec, au Canada.
Outre les hameaux traversés et le village de Sainte-Sophie, le cours de la rivière passe surtout en zones agricole et forestière. Le chemin de Val-des-Lacs longe (parfois du côté est, parfois du côté ouest) la partie supérieure de la rivière. Le boulevard Sainte-Sophie longe la partie intermédiaire par le côté sud-est, et la 4e rue par le côté nord-ouest. Puis la Montée Masson loge le segment suivant du côté nord-est.

## Géographie
La rivière Jourdain prend sa source à l'embouchure du lac Duquette (longueur : 0,3 km ; altitude : 161 km) dans la partie nord-ouest de Sainte-Sophie. Ce lac constitue un centre de villégiature développé. L'embouchure du lac est situé à 9,4 km au nord du centre-ville de Saint-Jérôme et à 5,5 km au nord-est de l'autoroute 15.
À partir de sa source, la rivière Jourdain coule sur 19,4 km selon les segments suivants :
- 0,4 km vers le sud dans Sainte-Sophie, jusqu'au chemin de Val-des-Lacs ;
- 2,6 km vers le sud, en coupant à deux reprises le chemin de Val-des-Lacs et passe du côté ouest du hameau Lac-Brière, jusqu'au ruisseau Saint-André (venant de l'ouest) ;
- 2,4 km vers le sud, puis vers l'est en traversant le lac Arc-en-Ciel et le lac Alouette dans le hameau Lac-Alouette, jusqu'à la rue des Cèdres ;
- 2,1 km vers le sud-est, jusqu'à la 4e rue ;
- 4,4 km vers le nord-est, en serpentant jusqu'au pont de la route 158, au village de Sainte-Sophie ;
- 2,7 km vers le sud-est, en coupant la 2e rue et en serpentant jusqu'à la Montée Masson ;
- 4,8 km vers le nord-est, en serpentant jusqu'à la confluence de la rivière[2].

La rivière Jourdain se déverse sur la rive sud de la rivière de l'Achigan. Cette confluence est située à 29,0 km à l'ouest de la confluence de la rivière de l'Achigan et à 11,7 km au nord-est du centre-ville de Saint-Jérôme.

## Toponymie
Le terme Jourdain est d'origine chrétien et se réfère à un fleuve du Moyen-Orient et à la Vallée du Jourdain, selon la bible des chrétiens.
Le toponyme rivière Jourdain a été officialisé le 5 décembre 1968 à la Commission de toponymie du Québec.